# Baja (britische Automarke)
Baja war eine britische Automarke.

## Markengeschichte
Patrick Sumner und Roger Penfold gründeten in den 1960er Jahren das Unternehmen Speed Buggys. Firmensitz war auf einer Farm in Chichester. Sie vertrieben zunächst VW-Buggies von GP und Manta. 1970 begann die Produktion von Automobilen und Kits. Der Markenname lautete Baja. Im April 1971 übernahm Richard Park von Rodding Scene aus dem gleichen Ort die Produktion. Bis 1973 stellte er acht Exemplare her. Erst 1977 setzte Alan Warren von Audy Marine aus Hayling Island fort. Sein Unternehmen zog 1978 nach Milton Keynes um. Special Car Components führte die Produktion von 1979 bis 1981 fort. GT Mouldings aus Portslade (bei Brighton and Hove) produzierte bis 1987. Zwischen 1987 und 1989 wollte Budget Buggies aus Horsham weitere Fahrzeuge herstellen, doch geschah dies laut einer Quelle nicht. Spätestens 1989 endete die Produktion. Insgesamt entstanden etwa 60 Exemplare.

## Fahrzeuge
Das erste Modell war der Baja GT. Dies war ein VW-Buggy, der den Buggies von GP ähnelte. Die Basis bildete ein gekürztes Fahrgestell vom VW Käfer. Mindestens ein Fahrzeug erhielt einen Einbaumotor vom Chevrolet Corvair mit 2300 cm³ Hubraum und 160 PS Leistung. Die Karosserie bestand aus einem Stück. Zunächst kostete die Karosserie 59 Pfund und ein kompletter Bausatz 185 Pfund. Von 1977 bis 1979 betrug der Preis für einen Bausatz 180,55 Pfund inklusive Mehrwertsteuer.
Von 1985 bis 1987 ergänzte der Baja Sahara das Sortiment. Sein Radstand war länger und entsprach mit 240 cm dem Original. Hiervon entstanden etwa fünf oder genau acht Exemplare.